# Мачедония (1888 – 1889)
Вижте пояснителната страница за други значения на Мачедония.
„Мачедония“ (на румънски: Macedonia) е месечно списание, издавано в Букурещ от януари 1888 до ноември 1889 година. Подзаглавието му е Списание на румънците на Балканския полуостров (Revista românilor din Peninsula Balcanică).
Печата се в „Po Litografia Dor P. Cucu.” Основатели на списанието са арумънски интелектуалци - Андрей Багаву (Андрейлу ал Багав), Константин Космеску (Коста ал Косма), Константин Белимаче, Георге Мурну и Ташку Илиеску. Той е първото арумънско периодично издание с литературна насоченост. Целта му е засилване на културните и политическите връзки на румънците и арумъните. Теоретик на списанието е журналистът Стефан Михайляну. Списанието публикува и оригинални текстове на арумънски език.